# Buenavista de Cuéllar
Buenavista de Cuéllar là một đô thị thuộc bang Guerrero, México. Năm 2005, dân số của đô thị này là 12148 người.